# Condado de Powell (Kentucky)
El condado de Powell (en inglés: Powell County), fundado en 1852, es uno de 120 condados del estado estadounidense de Kentucky. En el año 2000, el condado tenía una población de 13.237 habitantes y una densidad poblacional de 29 personas por km². La sede del condado es Stanton.

## Geografía
Según la Oficina del Censo, el condado tiene un área total de 466 km² (179,9 mi²), de la cual 466 km² (179,9 mi²) es tierra y 0 km² (0 mi²) (0.0%) es agua.

### Condados adyacentes
- Condado de Lincoln (sur)
- Condado de Menifee (noreste)
- Condado de Wolfe (sureste)
- Condado de Lee (sur)
- Condado de Estill (suroeste)
- Condado de Clark (noroeste)

## Demografía
Según la Oficina del Censo en 2000, los ingresos medios por hogar en el condado eran de $25.515, y los ingresos medios por familia eran $30.483. Los hombres tenían unos ingresos medios de $26.962 frente a los $18.810 para las mujeres. La renta per cápita para el condado era de $13.060. Alrededor del 23,50% de la población estaban por debajo del umbral de pobreza.

## Localidades
- Clay City
- Stanton